# 歌川暁文
歌川 暁文（うたがわ あきふみ、1979年7月25日 - ）は、日本のシュートボクサー及びキックボクサー。東京都出身。身長169cm、体重65kg。U.W.F.スネークピットジャパン所属。シュートボクシング協会スーパーフェザー級王者。